# Teller megye
Teller megye az Amerikai Egyesült Államokban, azon belül Colorado államban található. Megyeszékhelye Cripple Creek, legnagyobb városa Woodland Park. Lakosainak száma 24 710 fő (2020. április 1.). Teller megye Douglas, Fremont, Park, El Paso és Jefferson megyékkel határos.

## Népesség
A megye népességének változása:
| Lakosok száma | 23 455 | 23 333 | 23 379 | 23 275 | 23 385 | 24 710 |
|               | 2010   | 2011   | 2012   | 2013   | 2015   | 2020   |